# Ахмет Чакар
Ахмет Мурат Чакар (тур. Ahmet Murat Çakar, нар. 3 серпня 1962; Бешикташ, Стамбул) — колишній турецький футбольний арбітр, а потім — спортивний коментатор. Також працює за своєю основною професією лікаря.

## Біографія
У 1980 році після закінчення Стамбульського ліцею, закінчив медичний факультет Стамбульського університету, щоб продовжити професії батька. Він почав працювати лікарем.
Згодом розпочав суддівську кар'єру і провів понад 100 міжнародних матчів, а тому числі одну гру на чемпіонаті Європи, яка стала вершиною його роботи.
Після закінчення арбітражної кар'єри у 1997 році він працював журналістом у газеті та коментатором на радіо та телебаченні.

## Головні матчі
- 18 червня 1996 — Румунія — Іспанія (1:2), груповий етап чемпіонату Європи 1996[4].
- 19 березня 1996 року — «Бордо» — «Мілан» (3:0), другий чвертьфінал Кубка УЄФА.
- 5 квітня 1995 — «Баварія» — «Аякс» (0-0), перший півфінал Ліги чемпіонів[5].
- 1 березня 1995 — Мілан — «Бенфіка» (2:0), перший чвертьфінал Ліги чемпіонів[6].
- 20 березня 1993 року — Гана — Бразилія (1:2), фінал молодіжного чемпіонату світу[7].

За даними Міжнародної федерації футбольної історії та статистики, Ахмет Чакар є 108-м суддею світу з найвищою оцінкою в останній чверті ХХ століття.